# Caf Champions League 2018/2019
Caf Champions League 2018/2019 var den 55:e säsongen av Afrikas främsta klubbfotbollsturnering som anordnas av Confederation of African Football (CAF) och den 23:e upplagan under sitt nuvarande namn. 

## Kvalspel

### Inledande kvalspel
| Inledande kvalspel – 52 deltagande klubblag | Inledande kvalspel – 52 deltagande klubblag | Inledande kvalspel – 52 deltagande klubblag | Inledande kvalspel – 52 deltagande klubblag | Inledande kvalspel – 52 deltagande klubblag |
| ------------------------------------------- | ------------------------------------------- | ------------------------------------------- | ------------------------------------------- | ------------------------------------------- |
| Lag 1                                       | Totalt                                      | Lag 2                                       | Möte 1                                      | Möte 2                                      |
| Diaraf                                      | 1–1 (4–2 str.)                              | Koroki                                      | 1–0                                         | 0–1                                         |
| Saoura                                      | 2–0                                         | Gagnoa                                      | 2–0                                         | 0–0                                         |
| Ittihad Tanger                              | 1–0                                         | Elect-Sport                                 | 1–0                                         | 0–0                                         |
| Le Messager                                 | 1–3                                         | Ismaily                                     | 0–1                                         | 1–2                                         |
| Bobo Dioulasso                              | 4–4 (3–5 str.)                              | Coton Sport                                 | 3–1                                         | 1–3                                         |
| Sonidep                                     | 1–5                                         | Zesco United                                | 1–2                                         | 0–3                                         |
| Orlando Pirates                             | 8–2                                         | Light Stars                                 | 5–1                                         | 3–1                                         |
| Volcan                                      | 1–2                                         | African Stars                               | 0–0                                         | 1–2                                         |
| Nouadhibou                                  | 2–3                                         | Al-Ahly                                     | 2–1                                         | 0–2                                         |
| Leones Vegetarianos                         | 1–7                                         | Mamelodi Sundowns                           | 0–2                                         | 1–5                                         |
| Gor Mahia                                   | 1–1 (4–3 str.)                              | Big Bullets                                 | 1–0                                         | 0–1                                         |
| UMS de Loum                                 | 1–2                                         | Lobi Stars                                  | 1–0                                         | 0–2                                         |
| Songo                                       | 1–3                                         | Nkana                                       | 1–2                                         | 0–1                                         |
| Simba                                       | 8–1                                         | Mbabane Swallows                            | 4–1                                         | 4–0                                         |
| Ali Sabieh                                  | 3–5                                         | Jimma Aba Jifar                             | 1–3                                         | 2–2                                         |
| Constantine                                 | 1–0                                         | Gamtel                                      | 0–0                                         | 1–0                                         |
| Al-Merrikh                                  | 00002–2 (BM)                                | Vipers                                      | 2–1                                         | 0–1                                         |
| Tocages                                     | 0–5                                         | Stade Malien                                | 0–1                                         | 0–4                                         |
| ASEC Mimosas                                | 1–0                                         | Mangasport                                  | 1–0                                         | 0–0                                         |
| Township Rollers                            | 2–2 (2–4 str.)                              | Bantu                                       | 1–1                                         | 1–1                                         |
| APR                                         | 1–3                                         | Club Africain                               | 0–0                                         | 1–3                                         |
| Al-Hilal                                    | 6–0                                         | JKU                                         | 4–0                                         | 2–0                                         |
| Al-Nasr                                     | 9–3                                         | Al-Hilal                                    | 5–1                                         | 4–2                                         |
| Horoya                                      | 2–0                                         | Barrack Young Controllers                   | 1–0                                         | 1–0                                         |
| 1º de Agosto                                | 00004–4 (BM)                                | Otôho                                       | 4–2                                         | 0–2                                         |
| Cnaps Sport                                 | 1–2                                         | Platinum                                    | 1–1                                         | 0–1                                         |

### Första omgången
| Första kvalomgången – 30 deltagande klubblag | Första kvalomgången – 30 deltagande klubblag | Första kvalomgången – 30 deltagande klubblag | Första kvalomgången – 30 deltagande klubblag | Första kvalomgången – 30 deltagande klubblag |
| -------------------------------------------- | -------------------------------------------- | -------------------------------------------- | -------------------------------------------- | -------------------------------------------- |
| Lag 1                                        | Totalt                                       | Lag 2                                        | Möte 1                                       | Möte 2                                       |
| Wydad                                        | 00003–3 (BM)                                 | Diaraf                                       | 2–0                                          | 1–3                                          |
| Saoura                                       | 2–1                                          | Ittihad Tanger                               | 2–0                                          | 0–1                                          |
| Ismaily                                      | 3–2                                          | Coton Sport                                  | 2–0                                          | 1–2                                          |
| TP Mazembe                                   | 2–1                                          | Zesco United                                 | 1–0                                          | 1–1                                          |
| Orlando Pirates                              | 1–0                                          | African Stars                                | 0–0                                          | 1–0                                          |
| Al-Ahly                                      | 0–4                                          | Mamelodi Sundowns                            | 0–0                                          | 0–4                                          |
| Gor Mahia                                    | 00003–3 (BM)                                 | Lobi Stars                                   | 3–1                                          | 0–2                                          |
| Nkana                                        | 3–4                                          | Simba                                        | 2–1                                          | 1–3                                          |
| Al-Ahly                                      | 2–1                                          | Jimma Aba Jifar                              | 2–0                                          | 0–1                                          |
| Constantine                                  | 3–0                                          | Vipers                                       | 1–0                                          | 2–0                                          |
| Stade Malien                                 | 0–2                                          | ASEC Mimosas                                 | 0–1                                          | 0–1                                          |
| Vita Club                                    | 5–2                                          | Bantu                                        | 4–1                                          | 1–1                                          |
| Club Africain                                | 3–2                                          | Al-Hilal                                     | 3–1                                          | 0–1                                          |
| Al-Nasr                                      | 5–6                                          | Horoya                                       | 3–0                                          | 2–6                                          |
| Otôho                                        | 00001–1 (BM)                                 | Platinum                                     | 1–1                                          | 0–0                                          |

## Gruppspel

### Grupp A
| Nr | Lag               | S | V | O | F | GM | IM | MS | P  |
| -- | ----------------- | - | - | - | - | -- | -- | -- | -- |
| 1  | Wydad             | 6 | 3 | 1 | 2 | 8  | 6  | +2 | 10 |
| 2  | Mamelodi Sundowns | 6 | 3 | 1 | 2 | 9  | 5  | +4 | 10 |
| 3  | Lobi Stars        | 6 | 2 | 1 | 3 | 4  | 6  | −2 | 7  |
| 4  | ASEC Mimosas      | 6 | 2 | 1 | 3 | 6  | 10 | −4 | 7  |

| Hemma \ Borta     | Elfenbenskusten | Nigeria | Sydafrika | Marocko |
| ASEC Mimosas      | —               | 1–0     | 0–0       | 2–0     |
| Lobi Stars        | 2–0             | —       | 2–1       | 2–0     |
| Mamelodi Sundowns | 3–1             | 3–0     | —         | 2–1     |
| Wydad             | 5–2             | 0–0     | 1–0       | —       |

### Grupp B
| Nr | Lag             | S | V | O | F | GM | IM | MS | P  |
| -- | --------------- | - | - | - | - | -- | -- | -- | -- |
| 1  | Espérance       | 6 | 4 | 2 | 0 | 9  | 2  | +7 | 14 |
| 2  | Horoya          | 6 | 3 | 1 | 2 | 6  | 7  | −1 | 10 |
| 3  | Orlando Pirates | 6 | 1 | 3 | 2 | 6  | 6  | 0  | 6  |
| 4  | Platinum        | 6 | 0 | 2 | 4 | 3  | 9  | −6 | 2  |

| Hemma \ Borta   | Tunisien | Guinea | Sydafrika | Zimbabwe |
| Espérance       | —        | 2–0    | 2–0       | 2–0      |
| Horoya          | 1–1      | —      | 2–1       | 2–0      |
| Orlando Pirates | 0–0      | 3–0    | —         | 2–2      |
| Platinum        | 1–2      | 0–1    | 0–0       | —        |

### Grupp C
| Nr | Lag           | S | V | O | F | GM | IM | MS | P  |
| -- | ------------- | - | - | - | - | -- | -- | -- | -- |
| 1  | TP Mazembe    | 6 | 3 | 2 | 1 | 13 | 4  | +9 | 11 |
| 2  | Constantine   | 6 | 3 | 1 | 2 | 8  | 6  | +2 | 10 |
| 3  | Club Africain | 6 | 3 | 1 | 2 | 5  | 9  | −4 | 10 |
| 4  | Ismaily       | 6 | 0 | 2 | 4 | 4  | 11 | −7 | 2  |

| Hemma \ Borta | Tunisien | Algeriet | Egypten | Kongo-Kinshasa |
| Club Africain | —        | 0–1      | 1–0     | 0–0            |
| Constantine   | 0–1      | —        | 3–2     | 3–0            |
| Ismaily       | 0–3      | 1–1      | —       | 1–1            |
| TP Mazembe    | 8–0      | 2–0      | 2–0     | —              |

### Grupp D
| Nr | Lag       | S | V | O | F | GM | IM | MS | P  |
| -- | --------- | - | - | - | - | -- | -- | -- | -- |
| 1  | Al-Ahly   | 6 | 3 | 1 | 2 | 11 | 3  | +8 | 10 |
| 2  | Simba     | 6 | 3 | 0 | 3 | 6  | 13 | −7 | 9  |
| 3  | Saoura    | 6 | 2 | 2 | 2 | 6  | 9  | −3 | 8  |
| 4  | Vita Club | 6 | 2 | 1 | 3 | 9  | 7  | +2 | 7  |

| Hemma \ Borta | Egypten | Algeriet | Tanzania | Kongo-Kinshasa |
| Al-Ahly       | —       | 3–0      | 5–0      | 2–0            |
| Saoura        | 1–1     | —        | 2–0      | 1–0            |
| Simba         | 1–0     | 3–0      | —        | 2–1            |
| Vita Club     | 1–0     | 2–2      | 5–0      | —              |

## Slutspel

### Slutspelsträd
|  | Kvartsfinaler     | Kvartsfinaler     | Kvartsfinaler | Kvartsfinaler |           |   | Semifinaler | Semifinaler | Semifinaler | Semifinaler |  |  | Final | Final | Final | Final |
|  |                   |                   |               |               |           |   |             |             |             |             |  |  |       |       |       |       |
|  |                   |                   |               |               |           |   |             |             |             |             |  |  |       |       |       |       |
|  |                   |                   |               |               |           |   |             |             |             |             |  |  |       |       |       |       |
|  | Horoya            | 0                 | 0             | 0             |           |   |             |             |             |             |  |  |       |       |       |       |
|  | Horoya            | 0                 | 0             | 0             |           |   |             |             |             |             |  |  |       |       |       |       |
|  | Wydad             | 0                 | 5             | 5             |           |   |             |             |             |             |  |  |       |       |       |       |
|  | Wydad             | 0                 | 5             | 5             | Wydad     | 2 | 0           | 2           |             |             |  |  |       |       |       |       |
|  |                   |                   |               |               | Wydad     | 2 | 0           | 2           |             |             |  |  |       |       |       |       |
|  |                   | Mamelodi Sundowns | 0             | 1             | 1         |   |             |             |             |             |  |  |       |       |       |       |
|  | Mamelodi Sundowns | Mamelodi Sundowns | 0             | 1             | 1         | 5 | 0           | 5           |             |             |  |  |       |       |       |       |
|  | Mamelodi Sundowns |                   |               |               |           | 5 | 0           | 5           |             |             |  |  |       |       |       |       |
|  | Al-Ahly           | 0                 | 1             | 1             |           |   |             |             |             |             |  |  |       |       |       |       |
|  | Al-Ahly           | 0                 | 1             | 1             | Wydad     | 1 | 0           | 0           |             |             |  |  |       |       |       |       |
|  |                   |                   |               |               | Wydad     | 1 | 0           | 0           |             |             |  |  |       |       |       |       |
|  |                   | Espérance         | 1             | 1             | tilld.    |   |             |             |             |             |  |  |       |       |       |       |
|  | Constantine       | Espérance         | 1             | 1             | tilld.    | 2 | 1           | 3           |             |             |  |  |       |       |       |       |
|  | Constantine       |                   |               |               |           | 2 | 1           | 3           |             |             |  |  |       |       |       |       |
|  | Espérance         | 3                 | 3             | 6             |           |   |             |             |             |             |  |  |       |       |       |       |
|  | Espérance         | 3                 | 3             | 6             | Espérance | 1 | 0           | 1           |             |             |  |  |       |       |       |       |
|  |                   |                   |               |               | Espérance | 1 | 0           | 1           |             |             |  |  |       |       |       |       |
|  |                   | TP Mazembe        | 0             | 0             | 0         |   |             |             |             |             |  |  |       |       |       |       |
|  | Simba             | TP Mazembe        | 0             | 0             | 0         | 0 | 1           | 1           |             |             |  |  |       |       |       |       |
|  | Simba             |                   |               |               |           | 0 | 1           | 1           |             |             |  |  |       |       |       |       |
|  | TP Mazembe        | 0                 | 4             | 4             |           |   |             |             |             |             |  |  |       |       |       |       |
|  | TP Mazembe        | 0                 | 4             | 4             |           |   |             |             |             |             |  |  |       |       |       |       |

### Kvartsfinaler
| Kvartsfinaler – 8 deltagande klubblag | Kvartsfinaler – 8 deltagande klubblag | Kvartsfinaler – 8 deltagande klubblag | Kvartsfinaler – 8 deltagande klubblag | Kvartsfinaler – 8 deltagande klubblag |
| ------------------------------------- | ------------------------------------- | ------------------------------------- | ------------------------------------- | ------------------------------------- |
| Lag 1                                 | Totalt                                | Lag 2                                 | Möte 1                                | Möte 2                                |
| Constantine                           | 3–6                                   | Espérance                             | 2–3                                   | 1–3                                   |
| Mamelodi Sundowns                     | 5–1                                   | Al-Ahly                               | 5–0                                   | 0–1                                   |
| Horoya                                | 0–5                                   | Wydad                                 | 0–0                                   | 0–5                                   |
| Simba                                 | 1–4                                   | TP Mazembe                            | 0–0                                   | 1–4                                   |

### Semifinaler
| Kvartsfinaler – 4 deltagande klubblag | Kvartsfinaler – 4 deltagande klubblag | Kvartsfinaler – 4 deltagande klubblag | Kvartsfinaler – 4 deltagande klubblag | Kvartsfinaler – 4 deltagande klubblag |
| ------------------------------------- | ------------------------------------- | ------------------------------------- | ------------------------------------- | ------------------------------------- |
| Lag 1                                 | Totalt                                | Lag 2                                 | Möte 1                                | Möte 2                                |
| Wydad                                 | 2–1                                   | Mamelodi Sundowns                     | 2–1                                   | 0–0                                   |
| Espérance                             | 1–0                                   | TP Mazembe                            | 1–0                                   | 0–0                                   |

### Final
| Final – 2 deltagande klubblag | Final – 2 deltagande klubblag | Final – 2 deltagande klubblag | Final – 2 deltagande klubblag | Final – 2 deltagande klubblag |
| ----------------------------- | ----------------------------- | ----------------------------- | ----------------------------- | ----------------------------- |
| Lag 1                         | Totalt                        | Lag 2                         | Möte 1                        | Möte 2                        |
| Wydad                         | tilld.                        | Espérance                     | 1–1                           | 0–1                           |